# Lakenheath
Lakenheath est un village du district du West Suffolk dans le Suffolk en Angleterre.
Sa population était de 4 691 habitants en 2011.